# Акулово (Рузский городской округ)
Акулово — деревня в Рузском городском округе Московской области России, прежде входила в состав сельского поселения Дороховское. Население — 5 чел. (2010). До 2006 года Акулово входило в состав Старониколаевского сельского округа.
Деревня расположена в центральной части района, в 7 километрах к юго-востоку от Рузы, на высоком, правом берегу реки Руза, высота центра над уровнем моря 157 м.

## Население
| 2002 | 2006 | 2010 |
| ---- | ---- | ---- |
| 1    | ↗6   | ↘5   |